# Leonard Krasulski
assinatura
Leonard Seweryn Krasulski (Sopot; 8 de Novembro de 1950 — ) é um político da Polónia. Ele foi eleito para a Sejm em 25 de Setembro de 2005 com 7777 votos em 34 no distrito de Elbląg, candidato pelas listas do partido Prawo i Sprawiedliwość.